# 圣索沃尔古韦尔内
圣索沃尔古韦尔内（法語：Saint-Sauveur-Gouvernet，法語發音：[sɛ̃ sovœʁ ɡuvɛʁnɛ]）是法国德龙省的一个市镇，属于尼永斯区。

## 地理
圣索沃尔古韦尔内（44°20'14"N, 5°21'3"E）面积19.32 平方千米，位于法国奥弗涅-罗讷-阿尔卑斯大区德龙省，该省份为法国东南部内陆省份，北起顺时针与伊泽尔省、上阿尔卑斯省、上普罗旺斯阿尔卑斯省、沃克吕兹省和阿尔代什省接壤。
与圣索沃尔古韦尔内接壤的市镇（或旧市镇、城区）包括：贝莱孔布塔朗多、贝西尼昂、朗普、蒙费朗-拉法尔、勒波厄西吉拉、乌韦兹河畔圣欧邦、乌韦兹河畔圣厄费米、韦尔夸朗。

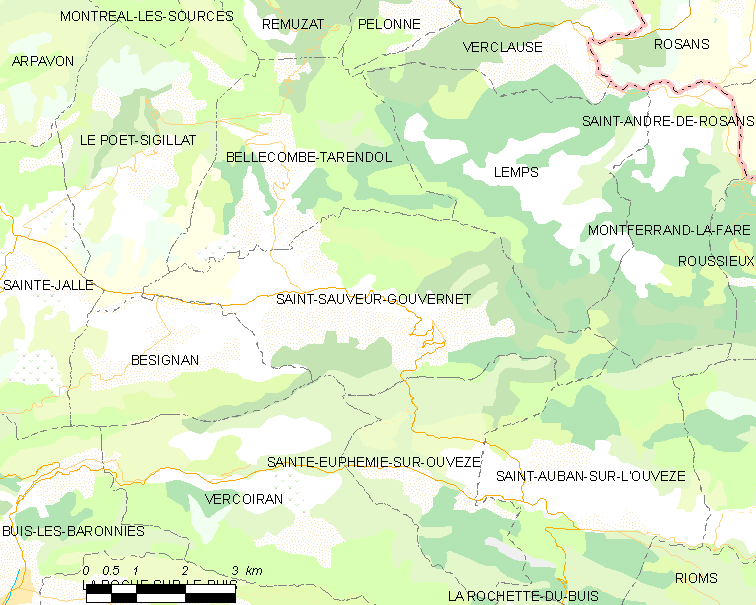
圣索沃尔古韦尔内的OSM定位图

圣索沃尔古韦尔内的时区为UTC+01:00、UTC+02:00（夏令时）。

## 行政
圣索沃尔古韦尔内的邮政编码为26110，INSEE市镇编码为26329。

## 政治
圣索沃尔古韦尔内所属的省级选区为尼永斯-巴罗尼县。

## 人口

1962-2008年间圣索沃尔古韦尔内人口变化图示

圣索沃尔古韦尔内于2022年1月1日时的人口数量为185人。